# Дзета Сетки
Дзе́та Се́тки (ζ Сетки, лат. Zeta Reticuli) — двойная звезда в созвездии Сетка. Находится на расстоянии около 39 световых лет от Солнечной системы. Звёздная система видна невооружённым глазом, но поскольку на небесной сфере она расположена в южном полушарии, то недоступна для наблюдения севернее тропиков.

## Характеристики
Система представляет собой две звезды, похожие по своим свойствам на Солнце. Они удалены друг от друга на расстоянии около 3750 а.е. и делают полный оборот вокруг общего центра масс приблизительно за один миллион лет. Ранее предполагалось, что обе компоненты системы сформировались в гало, однако дальнейшие исследования показали, что они зародились, скорее, в диске, поэтому их возраст оценивается в 8 миллиардов лет.

### ζ Сетки A
ζ¹ Сетки относят к спектральному классу G2,5 V, она имеет 93 % солнечной массы, 79 % светимости и 91 % диаметра Солнца. Температура поверхности составляет 5725 кельвинов. Концентрация элементов тяжелее гелия (металличность) в этом жёлтом карлике составляет 60 % от солнечной.

### ζ Сетки B
ζ² Сетки очень похожа на наше Солнце: она относится к спектральному классу G1 V, имеет 99 % массы Солнца, 99 % его диаметра и 102 % его светимости. Температура поверхности звезды составляет до 5875 кельвинов. Данная звезда интересна для наблюдений, поскольку (из-за большой схожести с Солнцем) позволяет определить более точно процессы, происходящие в двойных системах.

## Ближайшее окружение звезды
Следующие звёздные системы находятся на расстоянии в пределах 10 световых лет от ζ Сетки и некоторые яркие звёзды в пределах от 10 до 20 св. лет:
| Звезда          | Спектральный класс | Расстояние, св. лет |
| L 127-97        | M0 V               | 2,8                 |
| BD-69 177       | DA3 VII            | 3,4                 |
| L 227-140       | DZ7 VII            | 6,8                 |
| CP(D)-69 177    | DA VII             | 7,4                 |
| CD-53 570       | K-M V              | 7,9                 |
| HL 88-59        | DA7 VII            | 8,0                 |
| GJ 1068         | p?                 | 8,7                 |
| CD-53 889       | K5 V               | 9,1                 |
| BPM 17964       | M2 Ve              | 9,5                 |
| CD-57 1079      | K7 V               | 9,7                 |
| ζ Золотой Рыбы  | F7-8 V             | 9,7                 |
| Глизе 86        | K0-1 V             | 10                  |
| α Столовой Горы | G5-6 V             | 14                  |
| CP-65 475       | K1 V-IIIp          | 14                  |
| ζ Тукана        | F9,5 V             | 16                  |
| β Южной Гидры   | G2 IV              | 18                  |
| ι Часов         | G0 Vp              | 20                  |

## ζ Сетки в популярной культуре
- ζ Сетки вошла в поп-культуру в 1968 году с похищением супругов Хилл. Под гипнозом Бетти Хилл выдала звёздную карту, и увлекавшаяся астрономией учительница Марджори Фиш сличила карту со звёздным небом и предположила, что инопланетяне родом оттуда. Так что всё остальное можно считать отсылками на этот случай.
- В фильмах «Чужой» и «Чужие» на вымышленном планетоиде LV-426 на орбите газового гиганта Кальпамос в системе  ζ2 Сетки люди обнаружили корабль Космических жокеев, а на его борту — яйца Чужих.
- В фильме «Прометей» на вымышленный планетоид LV-223, спутник газового гиганта Кальпамос в системе ζ2 Сетки, садится земной исследовательский корабль «Прометей». Команда ищет истоки человечества, но найдя на планетоиде сооружения высокоразвитой цивилизации, вместе с ними находит и угрозу, которая может привести к исчезновению человеческого рода.
- В игре Alien: Isolation (рус. Чужой: Изоляция) на вымышленной космической станции «Севастополь», находящейся на орбите газового гиганта KG-348 в системе ζ Сетки происходит заражение Чужими. После трагических событий станция сходит с орбиты, сгорая в бездонной атмосфере газового гиганта.
- «Zeta Reticuli» — песня группы Bondage Fairies
- В песне группы «Muse — Exo-Politics» упоминаются «Дзеты». (связано с «Проект Серпо»)
- В сольном альбоме гитариста группы Meshuggah Фредерика Тордендаля под названием «Sol Niger Within» (1997) в названиях двух композиций упоминается Дзета Сетки (Zeta 1 — Reticuli и Zeta 2 — Reticuli)
- «Zeta Reticoli» — песня итальянской рок-группы Meganoidi.